# Коммунистическая партия Боливии
Коммунистическая партия Боливии (КПБ; исп. Partido Comunista de Bolivia, CPB) — политическая партия в Боливии, которая придерживается марксистско-ленинской идеологии.

## Предыстория создания
Образование первых социалистических кружков в Боливии началось с 1912 года. После Октябрьской революции в России в социалистической среде стали появляться коммунистические группы (одной из первых стала группа «Коммунистическая молодёжь», созданная в 1920). В 1926—1927 годах вышло 52 номера первой коммунистической газеты «Красное знамя» (Bandera Roja), распространявшейся и весьма влиятельной среди членов рабочих профсоюзов. Газета была обвинена в подготовке коммунистического заговора по свержению правительства и закрыта. 
Затем попытки основать в Боливии компартию предпринимали Хосе Агирре Гайнсборг, в итоге ставший учредителем троцкистской Революционной рабочей партии, и Хосе Антонио Арсе, создавший Левую революционную партию. В ходе наступления периода реакции в годы Чакской войны эти и другие коммунисты подверглись репрессиям.
После образования в 1940 году Левой революционной партии (исп. Partido de Izquierda Revolucionaria, ПИР) в ней существовало интернационалистическое движение, на базе которого и оформилась Коммунистическая партия Боливии. На начальных этапах оно активно боролось с троцкистским направлением в коммунистическом движении (довольно сильным в Боливии), как в рамках ПИР, так и в рабочем движении.

## История
КПБ была образована 17 января 1950 года группами коммунистов, вышедших из Левой революционной партии. Основатели КПБ: Серхио Альмарас Пас, Хосе Перейра, Виктор Уго Либера, Марио Монхе Молина, Рамиро Отеро Лугонес, Луис Бальон Санхинес, Хорхе Бальон Санхинес, Хорхе Овандо Санс, Нестор Табоада Теран и др. Сразу после создания КПБ была запрещена правительством Мамерто Урриолагоитиа и до 1952 года действовала в подполье. Ситуацию осложняла тяжёлая внутренняя борьба между лидерами компартии.
Компартия принимала участие в народном восстании 9 апреля 1952 года, в результате которого к власти пришло Националистическое революционное движение (НРД; исп. Movimiento Nacionalista Revolucionario), а президентом стал его представитель Виктор Пас Эстенсоро. КПБ поддержала ряд прогрессивных мер, предпринятых новым правительством, в частности, национализацию оловянных рудников, аграрную реформу, реформу образования и введение всеобщего избирательного права. Эти действия значительно укрепили позиции коммунистов, хотя они и не играли ведущей роли в революционном процессе.
Коммунисты упрочили своё положение в созданном в 1952 Боливийском рабочем центре (COB), особенно среди горняков, фабричных и заводских рабочих, преподавателей и студентов университетов; однако главное влияние в нём сохраняли троцкисты из Революционной рабочей партии и левые националисты из Националистического революционного движения. Большое значение партия придавала разработке положений о необходимости углубления демократических преобразований в Боливии.
С 1951 по 1954 год КПБ провела несколько национальных конференций. Наибольшее значение для выработки политической линии партии и её организационного укрепления имела состоявшаяся в июне 1954 года VI конференция КПБ. В 1955 году из партии был исключён её идеолог Серхио Альмарас.
Во второй половине 50-х годов Компартия стала активно проводить линию за формирование в стране демократического национально-освободительного фронта, что было отражено в решениях I съезда КПБ, состоявшегося в Ла-Пасе в апреле 1959 года. Съезд выдвинул в качестве главной задачи доведение до конца антиимпериалистических и антифеодальных революционных преобразований, создание демократического правительства национального освобождения при руководящей роли в нём рабочего класса.
В этот период укрепились позиции коммунистов в профсоюзном движении, особенно в шахтёрских, заводских, железнодорожных и строительных синдикатах; КПБ имела определенное влияние и в главном профсоюзе страны, Боливийском рабочем центре (COB), выступая за единство его рядов и проведение им независимой классовой политики.
II съезд Компартии Боливии (март-апрель 1964) принял «Программную декларацию и платформу ближайших политических требований КПБ», подчеркнув, что осуществление задач народной антиимпериалистической революции остаётся целью боливийского народа.
Компартия выступила против государственного переворота Рене Баррьентоса в ноябре 1964 года. В стране начались репрессии против комдвижения, были объявлены вне закона деятельности профсоюзов и прогрессивных организации. 
В апреле 1965 года от Компартии под влиянием советско-китайского разрыве откололось промаоистское крыло во главе с Раулем Руисом Гонсалесом, поначалу пытавшееся придерживаться нейтральной позиции в споре КПСС и КПК. Оно создало Коммунистическую партию Боливии (марксистско-ленинскую), которую возглавил шахтёрский профсоюзный вожак Федерико Эскобар Сапата, однако вскоре тот умер в больнице при странных обстоятельствах, и его сменил Оскар Самора. 
В 1966 году КПБ поддержала на этапе подготовки партизанскую войну, начатую группой под руководством Че Гевары в Боливии, в районе Ньянкауасу. Однако позднее, после встречи лидера Компартии Марио Монхе с командиром повстанцев, на которой им не удалось достичь согласия по вопросу о руководстве герильей, Компартия прекратила материально-техническую помощь возглавляемой Че Армии национального освобождения. В итоге, хотя у Гевары были отдельные бойцы как из маоистской, так и из просоветской компартий (погибшие Мойсес Гевара и Инти Передо) соответственно, их руководители не оказали партизанам обещанной помощи, за что их резко раскритиковал Фидель Кастро.
Позднее Монхе был вынужден эмигрировать в СССР, а пост генерального секретаря КПБ с конца 60-х до середины 80-х годов занимал Х. Колле Куэто. Несмотря на большую работу по сохранению внутрипартийного единства, неоднозначность в оценках перспектив партизанского движения привели к размежеванию позиций внутри партии, осложнили внутрипартийную работу.
В апреле 1967 года КПБ была запрещена, и только после прихода к власти левонационалистически настроенных военных (сентябрь 1969) получила возможность действовать открыто, несмотря на то, что закон о её запрете оставался в силе.
Партия поддержала прогрессивные, по её мнению, мероприятия правительств генерала А. Овандо Кандия (1969—1970) и генерала Х. Торреса (1970—1971), в то время как поддерживаемые олигархией и ориентированные на США правительства Р. Баррьентоса (1964—1969), У. Бансера (1971—1978) и Л. Гарсия Месы (1979—1980) подвергались ею критике.
Прошедший в июне 1971 года III партийный съезд принял «Программные тезисы КПБ», указав на необходимость осуществления под руководством рабочего класса «народной антиимпериалистической революции с социалистической перспективой».
После свержения в августе 1971 года правительства Торреса и прихода к власти полковника У. Бансера КПБ вновь перешла на нелегальное положение. В ноябре того же года коммунисты вместе с рядом левых организаций сформировали Революционный антиимпериалистический фронт, который провозгласил своей целью борьбу с диктатурой, за установление народного правительства.
Находясь в подполье, в 70-е годы КПБ придерживалась курса на объединение демократических сил. После отмены запрета политических партий в 1978 году КПБ, Левое националистическое революционное движение и Левое революционное движение (MIR) создали коалицию «Демократическое народное единство» (ДНЕ; исп. Unidad Democrática Popular, UDP) или Фронт демократического и народного единства. В апреле 1979 года в легальных условиях состоялся IV съезд Компартии.
На президентских выборах в июне 1980 года победу одержал кандидат от ДНЕ Эрнан Силес Суасо, а компартия получила три места в Сенате и восемь в Палате депутатов. Однако вскоре произошёл новый государственный переворот, и захвативший власть генерал Гарсия Меса аннулировал итоги выборов и наложил запрет на деятельность политических партий. Во время его ультраправой диктатуры коммунисты, как и другие левые, подвергались жестоким преследованиям. Так, избранный вице-президент, секретарь ЦК КПБ Симон Рейес был отправлен в концлагерь «Мирафлорес».
В октябре 1982 года в стране была восстановлена демократия; КПБ поддержала новое правительство во главе с Силесом Суасой. Входившие в ДНЕ коммунисты получили два поста в кабинете министров (министра труда и министра горнорудной и металлургической промышленности). Неспособность правительства реализовать свою программу привёл к падению авторитета левых сил, в том числе и компартии.
В феврале 1985 года в Ла-Пасе прошёл V съезд КПБ, партию возглавил С. Рейес Ривера. На съезде произошёл раскол (во многом вызванный личными противоречиями, а также падением авторитета компартии в обществе): часть коммунистов создали отдельную Коммунистическую партию Боливии V съезда (лидер — Р. Барранечеа).
В том же году КПБ выступила инициатором создания Объединённого фронта народа (исп. Frente Pueblo Unido), на основе которого в 1989 году была образована коалиция «Объединённые левые» (ОЛ; исп. Isquierda Unida, IU). Весь период с середины 1980-х характеризуется нахождением обеих компартий в ряде недолговечных блоков и коалиций с другими левыми организациями. На выборах 1989 Объединённая левая набрала всего 7,1 % голосов.
В 2003 году Национальный избирательный суд лишил Компартию Боливии статуса юридического лица по причине нарушения ею положения избирательного закона о наличии определенного минимума зарегистрированных членов, который КПБ не смогла набрать. Однако партия продолжила свою деятельность, будучи официально незарегистрированной.
С 1997 года КПБ сохраняет тесные отношения с партией «Движение к социализму» (MAS), выступала в поддержку его кандидатов на президентских выборах в июне 1997 и июне 2002 года.
На выборах президента 18 декабря 2005 года победил поддержанный коммунистами кандидат от MAS Эво Моралес.
Состоявшийся в июле 2006 года IX съезд КПБ выразил поддержку прогрессивным мерам нового правительства, в частности национализации газовых месторождений и усилиям по ликвидации неграмотности и предоставлению медицинских услуг бедным слоям населения. Съезд призвал народы Боливии, рабочих и крестьян, революционную молодёжь и интеллигенцию сплотиться для защиты национального единства и демократии под лозунгом «Против реакции, за единство народов и всеобщую революцию».

## Организационная структура
КПБ строится на основе принципа демократического централизма. Молодёжное крыло партии — Коммунистическая молодежь Боливии (исп. Juventud Comunista de Bolivia, JCB). Печатный орган — газета «Unidad» («Единство»).

## Руководители КПБ
- Симон Рейес Ривера (1950 — ?)
- Марио Монхе Молина («Эстанислао») 1-й, генеральный секретарь КП Боливии (1954—1967)
- Хорхе Колле Куэто 1-й секретарь ЦК КП Боливии (1968—1985)
- Симон Рейес Ривера руководитель КП Боливии (1985—1987)
- Умберто Рамирес Карденас руководитель КП Боливии (с июля 1987)
- Маркос Домич Руис генеральный секретарь КП Боливии (1985—2003)
- Ибаньес Х. 1-й секретарь ЦК КП Боливии
- Игнасио Мендоса Писарро (2003—2008)